# Усть-Лабинский район
Усть-Лаби́нский район — административно-территориальная единица и муниципальное образование (муниципальный район) в составе Краснодарского края России.
Административный центр — город Усть-Лабинск.

## География
Муниципальный район расположен в центральной части Краснодарского края, в месте слияния рек Кубани и Лабы. На юге граничит с Республикой Адыгея. Район является местом пересечения транспортных магистралей регионального и федерального значения.
Площадь района — 1511 км². Площадь пахотных земель — 116 тыс. га.
Климат — умеренно континентальный.
Основные реки района — Кубань, Лаба, Кирпили, Второй Зеленчук и Средний Зеленчук.

## История
История Усть-Лабинского района уходит корнями в глубокую древность. Эта благодатная земля во все времена притягивала к себе людей. О жизни первых поселенцев, осевших на этой территории, свидетельствуют памятники археологии, которых в Усть-Лабинском районе насчитывается 495 единиц.
В 2,5 км к западу от станицы Тенгинской на берегу Лабы расположено II Тенгинское городище конца VI — начала IV вв. до н. э. — старейшее исследованное меотское укрепление.

### XVIII век
История этих мест тесно связана с именем А. В. Суворова. 10 июля 1774 года по итогам Кучук-Кайнарджийского мира с Турцией Оттоманская Порта признала Кубань частью Российской империи. 29 ноября 1777 года командиром Кубанского корпуса был назначен А. В. Суворов. Осматривая в марте 1778 года вверенный ему край, Суворов вышел с войсками к устью Лабы. В. А. Соловьев описывает это так:

…Суворов поднялся на 27 верст вверх по Кубани и вышел к устью Лабы, где к берегу спускалась широкая лощина, поросшая лесом, с запада возвышался обрыв, на котором и было решено поставить крепость и назвать её Усть-Лабой. В плане это многоугольник примерно 85х85 саженей, со сложным профилем. Крепость имела три полных бастиона и один полубастион…. После окончания строительства Суворов переименовал крепость в Александровскую, в честь новорожденного Великого князя, будущего царя Александра I.

Выбор места под крепость определил и место поселения станицы Усть-Лабинской. В 1792—1793 годах Усть-Лабинская крепость расширялась и благоустраивалась под руководством генерал-аншефа И. В. Гудовича. В августе-сентябре 1794 года была заселена станица. Поселившиеся здесь донские казаки с первых дней приступили к выполнению той задачи, которая была определена для них — к охране края от набегов горцев. Казаки станицы Усть-Лабинской вошли в состав Кубанского казачьего полка, представляющего собой не только военную, но и административную единицу. В первые годы в станице было 400 домов. Главным богатством казаков была земля, которая давала возможность кормиться и снаряжаться. С востока, севера и запада станицу окружала первозданная степь. Тучный чернозем был покрыт травяной растительностью, что позволяло заниматься скотоводством. А распаханные поля давали хорошие урожаи.

### XIX век
В 1894 году станице Усть-Лабинской исполнилось 100 лет. К этому времени население станицы, как и всей Кубанской области, сильно возросло. Этому способствовало принятие закона 1868 года «о дозволении русским подданным не войскового сословия селиться и приобретать собственность в землях казачьих войск». Станица имела 36 557 десятин удобной и неудобной земли. В мужском училище обучалось 108 учеников. Жители пользовались услугами одного молельного дома, 28 торговых лавок, 6 питейных заведений и 6 трактиров при постоялых дворах. Промышленность включала в себя 4 маслобойни и столько же кирпичных заводов, мыловарню, кожзавод, 3 ветряка и 1 паровую мельницу, 3 паровых молотилки. В станице было 870 лошадей и жеребят, 1358 пар быков, 2364 головы гулевого скота (коров, телят, быков).
В Усть-Лабинской слободке было 268 жилых домов, 1176 душ мужского и женского пола. Здесь действовала церковь, 6 магазинов, питейное заведение и училище, в котором обучалось 49 учащихся. Слободчане имели 2 ветряка и 2 маслобойни.

### XX век
В 1900 году станица Усть-Лабинская была соединена железной дорогой с Екатеринодаром и Кавказской. Там появились железнодорожная станция и ссыпка (элеватор) при ней, почтово-телеграфная контора.
В 1921 году Усть-Лабинская слободка вошла в состав станицы с тем же названием, а в 1924 году был образован Усть-Лабинский район.
В районе перед войной было 47 колхозов и две животноводческие фермы.
Война прервала привычное течение жизни, принесла много бед и лишений. Многие производственные здания и жилые дома были сожжены или взорваны.
После войны из многочисленных мелких мастерских возник комбинат бытового обслуживания. Были построены сахарный, калибровочный, маслосырзавод. Наряду со строительством новых предприятий шла реконструкция старых. Маслозавод был преобразован в эфиромасличный комбинат, который в 1950 году начал строительство собственного жилого городка.
В 1953 году к Усть-Лабинскому району был присоединён Ладожский район, а также 3 сельсовета из упразднённого Темиргоевского района.
29 мая 1958 года Президиум Верховного Совета СССР принял Указ о преобразовании станицы Усть-Лабинской в город Усть-Лабинск. 1 февраля 1963 года был образован Усть-Лабинский сельский район.

## Население
| 1939     | 1959     | 1970     | 1979     | 1989     | 2002     | 2006     | 2010     | 2011     |
| -------- | -------- | -------- | -------- | -------- | -------- | -------- | -------- | -------- |
| 49 772   | ↗90 506  | ↗99 720  | ↗100 218 | ↗100 770 | ↗115 442 | ↘112 673 | ↗112 900 | ↘112 753 |
| 2012     | 2013     | 2014     | 2015     | 2016     | 2017     | 2018     | 2019     | 2020     |
| ↘112 605 | ↘112 195 | ↘111 668 | ↘111 238 | ↘110 482 | ↘109 617 | ↘108 210 | ↘107 238 | ↘106 079 |
| 2021     | 2023     | 2025     |          |          |          |          |          |          |
| ↘102 669 | ↘100 667 | ↘99 393  |          |          |          |          |          |          |

### Урбанизация
В городских условиях (город Усть-Лабинск) проживает 38.81 % населения района.

### Национальный состав
По данным Всероссийской переписи населения 2010 года:
| Народ                     | Численность, чел. | Доля от всего населения, % |
| ------------------------- | ----------------- | -------------------------- |
| русские                   | 101 201           | 89,64 %                    |
| армяне                    | 4 224             | 3,74 %                     |
| украинцы                  | 1 478             | 1,31 %                     |
| цыгане                    | 1 227             | 1,09 %                     |
| другие                    | 4 093             | 3,62 %                     |
| не указано национальность | 677               | 0,60 %                     |
| Всего                     | 112 900           | 100,0 %                    |

По итогам переписи населения 2020 года проживали следующие национальности (национальности менее 0,1 % и другое см. в сноске к строке «Другие»):
| Национальность | Численность, чел. | Доля     |
| -------------- | ----------------- | -------- |
| Русские        | 94 215            | 91,77 %  |
| Армяне         | 2933              | 2,86 %   |
| Цыгане         | 1197              | 1,17 %   |
| Украинцы       | 462               | 0,45 %   |
| Корейцы        | 400               | 0,39 %   |
| Азербайджанцы  | 385               | 0,37 %   |
| Немцы          | 315               | 0,31 %   |
| Курды          | 280               | 0,27 %   |
| Грузины        | 147               | 0,14 %   |
| Татары         | 131               | 0,13 %   |
| Другие         | 2204              | 2,14 %   |
| Итого          | 102 669           | 100,00 % |

### Половозрастной состав
По данным Всероссийской переписи населения 2010 года:
| Возраст     | Мужчины, чел. | Женщины, чел. | Общая численность, чел. | Доля от всего населения, % |
| ----------- | ------------- | ------------- | ----------------------- | -------------------------- |
| 0 — 14 лет  | 8 741         | 8 097         | 16 838                  | 14,92 %                    |
| 15 — 59 лет | 37 270        | 35 837        | 73 107                  | 64,75 %                    |
| от 60 лет   | 8 285         | 14 670        | 22 955                  | 20,33 %                    |
| Всего       | 54 296        | 58 604        | 112 900                 | 100,0 %                    |

Мужчины — 54 296 чел. (48,1 %). Женщины — 58 604 чел. (51,9 %).
Средний возраст населения: 40,0 лет. Средний возраст мужчин: 37,5 лет. Средний возраст женщин: 42,4 лет.
Медианный возраст населения: 39,2 лет. Медианный возраст мужчин: 36,6 лет. Медианный возраст женщин: 42,5 лет.

## Административно-муниципальное устройство
В рамках административно-территориального устройства края, Усть-Лабинский район включает 1 город районного подчинения и 14 сельских округов.
В рамках организации местного самоуправления в Усть-Лабинский район входят 15 муниципальных образований нижнего уровня, в том числе 1 городское и 14 сельских поселений: 

| №  | Муниципальное образование          | Административный центр | Количество населённых пунктов | Население (чел.) | Площадь (км²) |
| -- | ---------------------------------- | ---------------------- | ----------------------------- | ---------------- | ------------- |
| 1  | Усть-Лабинское городское поселение | город Усть-Лабинск     | 1                             | ↘39 050          | 148,07        |
| 2  | Александровское сельское поселение | хутор Александровский  | 8                             | ↘3619            | 117,17        |
| 3  | Братское сельское поселение        | хутор Братский         | 9                             | ↘4882            | 140,26        |
| 4  | Вимовское сельское поселение       | посёлок Вимовец        | 2                             | ↘2544            | 93,95         |
| 5  | Воронежское сельское поселение     | станица Воронежская    | 1                             | ↘7819            | 96,39         |
| 6  | Восточное сельское поселение       | станица Восточная      | 1                             | ↘1875            | 60,55         |
| 7  | Двубратское сельское поселение     | посёлок Двубратский    | 1                             | ↘5014            | 68,33         |
| 8  | Железное сельское поселение        | хутор Железный         | 4                             | ↘2341            | 78,27         |
| 9  | Кирпильское сельское поселение     | станица Кирпильская    | 1                             | ↘4929            | 141,04        |
| 10 | Ладожское сельское поселение       | станица Ладожская      | 2                             | ↘13 871          | 158,88        |
| 11 | Ленинское сельское поселение       | хутор Безлесный        | 1                             | ↘1164            | 51,58         |
| 12 | Некрасовское сельское поселение    | станица Некрасовская   | 5                             | ↘5915            | 129,93        |
| 13 | Новолабинское сельское поселение   | станица Новолабинская  | 1                             | ↘3013            | 83,12         |
| 14 | Суворовское сельское поселение     | село Суворовское       | 1                             | ↘2111            | 75,47         |
| 15 | Тенгинское сельское поселение      | станица Тенгинская     | 1                             | ↘2520            | 69,97         |

## Населённые пункты
В Усть-Лабинском районе 39 населённых пунктов, в том числе город и 38 сельских населённых пунктов:
| №  | Населённый пункт | Тип     | Население | Муниципальное образование          |
| -- | ---------------- | ------- | --------- | ---------------------------------- |
| 1  | Усть-Лабинск     | город   | ↘38 572   | Усть-Лабинское городское поселение |
| 2  | Александровский  | хутор   | ↗1702     | Александровское сельское поселение |
| 3  | Аргатов          | хутор   | ↘412      | Железное сельское поселение        |
| 4  | Безлесный        | хутор   | ↘1164     | Ленинское сельское поселение       |
| 5  | Болгов           | хутор   | ↗1911     | Братское сельское поселение        |
| 6  | Братский         | хутор   | ↗1452     | Братское сельское поселение        |
| 7  | Вимовец          | посёлок | ↗1684     | Вимовское сельское поселение       |
| 8  | Воронежская      | станица | ↘7819     | Воронежское сельское поселение     |
| 9  | Восточная        | станица | ↘1875     | Восточное сельское поселение       |
| 10 | Двубратский      | посёлок | ↘5014     | Двубратское сельское поселение     |
| 11 | Железный         | хутор   | ↘1713     | Железное сельское поселение        |
| 12 | Заречный         | посёлок | ↘664      | Некрасовское сельское поселение    |
| 13 | Кадухин          | хутор   | ↘382      | Некрасовское сельское поселение    |
| 14 | Калининский      | хутор   | ↘621      | Братское сельское поселение        |
| 15 | Кирпильская      | станица | ↘4929     | Кирпильское сельское поселение     |
| 16 | Красный          | хутор   | ↘536      | Александровское сельское поселение |
| 17 | Кубанский        | хутор   | ↘147      | Некрасовское сельское поселение    |
| 18 | Ладожская        | станица | ↘14 022   | Ладожское сельское поселение       |
| 19 | Неелинский       | хутор   | ↘260      | Александровское сельское поселение |
| 20 | Некрасовская     | станица | ↘4726     | Некрасовское сельское поселение    |
| 21 | Новоекатериновка | хутор   | ↗177      | Братское сельское поселение        |
| 22 | Новолабинская    | станица | ↘3013     | Новолабинское сельское поселение   |
| 23 | Новониколаевка   | хутор   | ↘160      | Александровское сельское поселение |
| 24 | Новосёловка      | хутор   | ↘164      | Братское сельское поселение        |
| 25 | Огонёк           | хутор   | ↘18       | Некрасовское сельское поселение    |
| 26 | Потаенный        | хутор   | ↘0        | Ладожское сельское поселение       |
| 27 | Пятихатский      | хутор   | ↘97       | Александровское сельское поселение |
| 28 | Саратовский      | хутор   | ↘559      | Братское сельское поселение        |
| 29 | Свободный        | хутор   | ↘310      | Железное сельское поселение        |
| 30 | Северский        | хутор   | ↘24       | Братское сельское поселение        |
| 31 | Семёнов          | хутор   | ↘194      | Братское сельское поселение        |
| 32 | Семёновка        | хутор   | ↘170      | Александровское сельское поселение |
| 33 | Согласный        | хутор   | ↘373      | Александровское сельское поселение |
| 34 | Сокольский       | хутор   | →0        | Железное сельское поселение        |
| 35 | Суворовское      | село    | ↘2111     | Суворовское сельское поселение     |
| 36 | Тенгинская       | станица | ↘2520     | Тенгинское сельское поселение      |
| 37 | Финогеновский    | хутор   | ↘151      | Александровское сельское поселение |
| 38 | Херсонский       | хутор   | ↘89       | Братское сельское поселение        |
| 39 | Южный            | посёлок | ↘1036     | Вимовское сельское поселение       |

## Местное самоуправление
Главы района
- Вороновский Анатолий Владимирович (2009—2015)
- Батурин Сергей Владимирович (2015—2017)
- Артющенко Николай Николаевич (2017-2019)
- Запорожский Сергей Анатольевич (2020-2023)
- Гайнюченко Станислав Александрович (с 2023 года)

## Экономика
Основными видами деятельности в Усть-Лабинском районе являются сельское хозяйство, пищевая и перерабатывающая промышленность, швейная, химические отрасли, промышленность строительных материалов. В районе имеются нерудные полезные ископаемые, являющиеся сырьём для производства строительных материалов (глина, песчано-гравийные смеси), ведётся добыча природного газа.
Район является крупнейшим в крае производителем сои. Здесь также специализируются на выращивании сахарной свеклы и подсолнечника. Для экономики района не менее значима роль животноводческих отраслей. Здесь одни из лучших показателей воспроизводства, выращивания и продуктивности скота.
В районе сохранена редкая для сегодняшнего дня отрасль — коневодство.

## Символика
Герб Усть-Лабинского района был утверждён решением Усть-Лабинского Совета депутатов 16 мая 2005 года и 28 июня того же года внесен в Государственный Геральдический регистр.
Герб района представляет собой щит французского типа, на пурпурном поле которого расположен серебряный опрокинутый вилообразный крест, внизу заполненный зеленью. В середине щита помещено изображение золотого укрепления в виде одноярусной башни с тремя зубцами, сквозными аркой ворот и бойницами в каждом из зубцов.
Символы
При помощи символов и аллегорий герб Усть-Лабинского района отражает его природные, исторические и экономические особенности.
- Изображение башни — символизирует крепость, основанную в 1778 году А. В. Суворовым в районе устья реки Лабы. Впоследствии на этом месте вырос районный центр — город Усть-Лабинск.
- Открытые ворота крепости — символ гостеприимства и радушия жителей района.
- Пурпурное поле усиливает образность крепости, подчеркивая, что история освоения здешних земель во многом связана с казаками, которые охраняли местные границы и были одними из первых жителей в этих местах. Пурпур в геральдике — знак благородства, почета, достоинства, славы.
- Волнообразный крест — геральдическая фигура, аллегорически показывающая место слияния рек самых крупных рек края: Кубани и Лабы.
- Золото в геральдике — символ богатства, стабильности, уважения, интеллекта.
- Серебро — знак чистоты, мира и взаимопонимания.
- Зелёный цвет — символизирует природу, здоровье, жизненный рост, отражает богатые сельскохозяйственные угодья района.